# 芽吹幸奈
芽吹 幸奈（めぶき ゆきな、6月30日 - ）は、日本の女優・歌手。元宝塚歌劇団花組の娘役。元花組副組長。
東京都世田谷区、国立音楽大学附属高等学校出身。身長163cm。愛称は「くみ」。

## 来歴
2002年、宝塚音楽学校入学。
2004年、音楽学校卒業後、宝塚歌劇団に90期生として首席入団。雪組公演「スサノオ／タカラヅカ・グローリー!」で初舞台。その後、花組に配属。
歌唱に秀でた娘役として注目を集め、エトワールをたびたび務めるなど、歌手として多く起用される。
2019年4月29日付で花組副組長に就任。同年11月24日、明日海りお退団公演となる「A Fairy Tale／シャルム!」東京公演千秋楽をもって、宝塚歌劇団を退団。
退団後は音楽制作や振付・演出など多岐に渡る活動を行っている。

## 宝塚歌劇団時代の主な舞台

### 初舞台
- 2004年4 - 7月、雪組『スサノオ』『タカラヅカ・グローリー!』[3]

### 花組時代
- 2004年8 - 11月、『La Esperanza（ラ・エスペランサ）』『TAKARAZUKA舞夢!』
- 2005年1月、『くらわんか』（バウホール） - お咲[注釈 1][2]
- 2005年3 - 7月、『マラケシュ・紅の墓標』 - 新人公演：イリス（本役：舞名里音）『エンター・ザ・レビュー』
- 2005年8月、『マラケシュ・紅の墓標』 - ファティマ『エンター・ザ・レビュー』（博多座）
- 2005年11 - 2006年2月、『落陽のパレルモ』 - 新人公演：ベッカデッリ令嬢（本役：花咲りりか）『ASIAN WINDS!』
- 2006年3 - 4月、『スカウト』（バウホール） - ビーナ
- 2006年6 - 10月、『ファントム』 - オペラ座のダンサー、新人公演：ベラドーヴァ（本役：花咲りりか）
- 2006年11 - 12月、『MIND TRAVELLER-記憶の旅人-』（ドラマシティ・日本青年館） - デボラ
- 2007年2 - 5月、『明智小五郎の事件簿-黒蜥蜴（トカゲ）』 - 少年探偵団浮浪児（間）、新人公演：勝代（本役：絵莉千晶）『TUXEDO JAZZ（タキシード ジャズ）』
- 2007年7月、『源氏物語 あさきゆめみしII』（梅田芸術劇場） - 弘徽殿の女御／紫の上（影）[2]
- 2007年9 - 12月、『アデュー・マルセイユ』 - エヴァ、新人公演：ナタリー（本役：桜一花）『ラブ・シンフォニー』
- 2008年2月、『メランコリック・ジゴロ』『ラブ・シンフォニーII』（中日劇場）
- 2008年3月、『舞姫-MAIHIME-』（日本青年館） - エリス
- 2008年5 - 8月、『愛と死のアラビア』 - 新人公演：アミナ（本役：邦なつき）『Red Hot Sea』
- 2008年9 - 10月、『外伝 ベルサイユのばら-アラン編-』 - マリールイズ『エンター・ザ・レビュー』（全国ツアー）
- 2009年1 - 3月、『太王四神記』 - ポッコッ、新人公演：大神官（本役：絵莉千晶）
- 2009年5 - 6月、『オグリ!』（バウホール・日本青年館）
- 2009年7月、『ME AND MY GIRL』（梅田芸術劇場） - チーフメイド
- 2009年9 - 11月、『外伝 ベルサイユのばら-アンドレ編-』 - 夫人、新人公演：シモーヌ（本役：夏美よう）『EXCITER!!』[2]
- 2009年12 - 2010年1月、『相棒』（ドラマシティ・日本青年館） - モチコ
- 2010年3 - 5月、『虞美人』 - 白蘭、新人公演：王媼（本役：梨花ますみ）
- 2010年7 - 10月、『麗しのサブリナ』 - タイソン夫人、新人公演：モード（本役：絵莉千晶）『EXCITER!!』
- 2010年11 - 12月、『CODE HERO／コード・ヒーロー』（バウホール・日本青年館） - ジュリア
- 2011年2 - 4月、『愛のプレリュード』 - ケイト・キッシーナ『Le Paradis!!（ル パラディ）』
- 2011年6 - 9月、『ファントム』 - ベラドーヴァ[2]
- 2011年10 - 11月、『小さな花がひらいた』 - 梅『ル・ポァゾン 愛の媚薬II』（全国ツアー） 初エトワール[3]
- 2012年1 - 3月、『復活-恋が終わり、愛が残った-』 - エフフィミヤ・ボーチコワ『カノン』
- 2012年4 - 5月、『長い春の果てに』 - マドレーヌ『カノン』（全国ツアー）
- 2012年7 - 10月、『サン＝テグジュペリ』 - ガブリエル／ダンサー『CONGA!!』
- 2012年11 - 12月、蘭寿とむコンサート『Streak of Light-一筋の光…-』（日本青年館・ドラマシティ）
- 2013年2 - 5月、『オーシャンズ11』 - ルビー（3ジュエルズ）[2]
- 2013年6 - 7月、『戦国BASARA』（東急シアターオーブ） - 夢
- 2013年8 - 11月、『愛と革命の詩（うた）-アンドレア・シェニエ-』『Mr. Swing!』
- 2014年2 - 5月、『ラスト・タイクーン -ハリウッドの帝王、不滅の愛-』 - ローズマリー・シュミエル『TAKARAZUKA ∞ 夢眩』
- 2014年6月、『ベルサイユのばら-フェルゼンとマリー・アントワネット編-』（中日劇場） - ジュール伯夫人／農民／花祭りの歌手
- 2014年8 - 11月、『エリザベート-愛と死の輪舞（ロンド）-』 - リヒテンシュタイン伯爵夫人[2]
- 2015年1月、『Ernest in Love』（東京国際フォーラム） - プリズム／アリス
- 2015年3 - 6月、『カリスタの海に抱かれて』 - ソニア・ヴィラーニ『宝塚幻想曲（タカラヅカ ファンタジア）』 エトワール[2][3]
- 2015年7 - 8月、『ベルサイユのばら-フェルゼンとマリー・アントワネット編-』 - 農民『宝塚幻想曲（タカラヅカ ファンタジア）』（梅田芸術劇場・台北国家戯劇院） エトワール[2][3]
- 2015年10 - 12月、『新源氏物語』 - 王命婦／女房『Melodia-熱く美しき旋律-』[2]
- 2016年2 - 3月、『For the people-リンカーン 自由を求めた男-』（ドラマシティ・KAAT神奈川芸術劇場） - エリザベス・トッド
- 2016年4 - 7月、『ME AND MY GIRL』 - アナスタシア・ブラウン夫人 エトワール[3]
- 2016年9月、『仮面のロマネスク』 - ヴィクトワール『Melodia-熱く美しき旋律-』（全国ツアー）
- 2016年11 - 2017年2月、『雪華抄（せっかしょう）』『金色（こんじき）の砂漠』 - 女官長メグナ
- 2017年3 - 4月、『MY HERO』（TBS赤坂ACTシアター・ドラマシティ） - メイビル・ヒル／受付嬢
- 2017年6 - 8月、『邪馬台国の風』 - ヒビカ『Santé!!』
- 2017年10月、『はいからさんが通る』（ドラマシティ・日本青年館） - 伊集院伯爵夫人
- 2018年1 - 3月、『ポーの一族』 - ブラヴァツキー
- 2018年5月、『あかねさす紫の花』 - 舟坂郎女『Sante!!』（博多座）
- 2018年7 - 10月、『MESSIAH（メサイア）-異聞・天草四郎-』 - ゆき『BEAUTIFUL GARDEN-百花繚乱-』
- 2018年11 - 12月、『Delight Holiday』（舞浜アンフィシアター）
- 2019年2 - 4月、『CASANOVA』 - シルビア・バレッチ
- 2019年6月、『恋スルARENA』（横浜アリーナ）
- 2019年8 - 11月、『A Fairy Tale -青い薔薇の精-』 - メアリー・アン『シャルム!』 退団公演、エトワール[6][3]

### 出演イベント
- 2004年7月、TCAスペシャル・OGバージョン『ゴールデン・メモリーズ』[注釈 2]
- 2005年4月、TCAスペシャル2005『Beautiful Melody Beautiful Romance』[注釈 3]
- 2005年9月、ふづき美世ミュージック・サロン『La vie en rose』[8]
- 2006年4月、蘭寿とむディナーショー『Sensation!』[9]
- 2006年5月、『花組エンカレッジ・コンサート』[10]
- 2011年5月、壮一帆ディナーショー『Bright-ブライト-』[11]
- 2013年12月、蘭寿とむディナーショー『T-ROAD』[12]

## 宝塚歌劇団退団後の主な活動

### 舞台
- 2021年4月、『エリザベート TAKARAZUKA25周年スペシャル・ガラ・コンサート』（梅田芸術劇場・東急シアターオーブ） - リヒテンシュタイン[13]
- 2025年7月、『Flores de Colores』（有楽町朝日ホール）[14]

### テレビアニメ
- 貼りまわれ！こいぬ - 第20話 犬酒ゆきぬ 特殊エンディング『ああ犬酒場』歌唱（2024年9月）[15]

### ライブ・コンサート
- 宝塚OGによるミュージック・エンターテインメント[16]
  - 『CHARME＊LIEN』（2022年7・11月、森町文化会館・恵那文化センター）[17]
  - 『ATRE＊AILE』（2022年10月、県民共済みらいホール）[18]
  - 『OTO♪TERRACE』（2023年9月、恵那文化センター）[19]
  - 『RAPONT』（2024年2月、ルネこだいら）[20]
  - 『La ENA Bouquet』（2024年9月、恵那文化センター）[16]

### イベント
- 2025年2月、AQUATAINMENT『蒼い星の物語』（川崎水族館）[21][22]

### その他
演出・振付
- 『七海ひろきクリスマスディナーショー』
  - クリスマスディナーショー2021（2021年12月、ホテル日航つくば・東京會舘・帝国ホテル大阪）[23]
  - HOLY STAR（2022年12月、ホテル日航つくば・東京會舘・帝国ホテル大阪）[24]
  - GREAT HUNTER（2023年12月、ホテル日航つくば・東京會舘・ホテル阪急インターナショナル）[25]
  - Dearest（2024年12月、ホテル日航つくば・東京會舘・ホテル阪急インターナショナル・宝塚ホテル）[26]

振付
- テレビアニメ「ラーメン赤猫」 挿入歌『ラブリーイェイイェーイ』（2024年9月）[27][28]
- テレビアニメ「戦国妖狐 千魔混沌編」 オープニングテーマ『KATAWARA』“妖狐ダンス”（2024年9月）[29]

## ディスコグラフィー

### ミニアルバム
|     | 発売日         | タイトル  | 規格品番 |
| --- | -------------- | --------- | -------- |
| 1st | 2023年7月1日   | Cocolody  | MEB-001  |
| 2nd | 2024年1月16日  | Cierism   | MEB-002  |
| 3rd | 2024年11月24日 | Colortune |          |

## 受賞歴
- 2015年、『宝塚歌劇団年度賞』 - 2014年度奨励賞[33]